# Рауль Леоні
Рауль Леоні Отеро (26 квітня 1905 — 5 липня 1972) — президент Венесуели з 1964 до 1969 року.

## Походження
Леоні народився в селищі Ель-Мантеко, Болівар, син масона, уродженця Корсики. Закінчив Центральний університет Венесуели в Каракасі, здобувши диплом юриста.

## На посаді президента

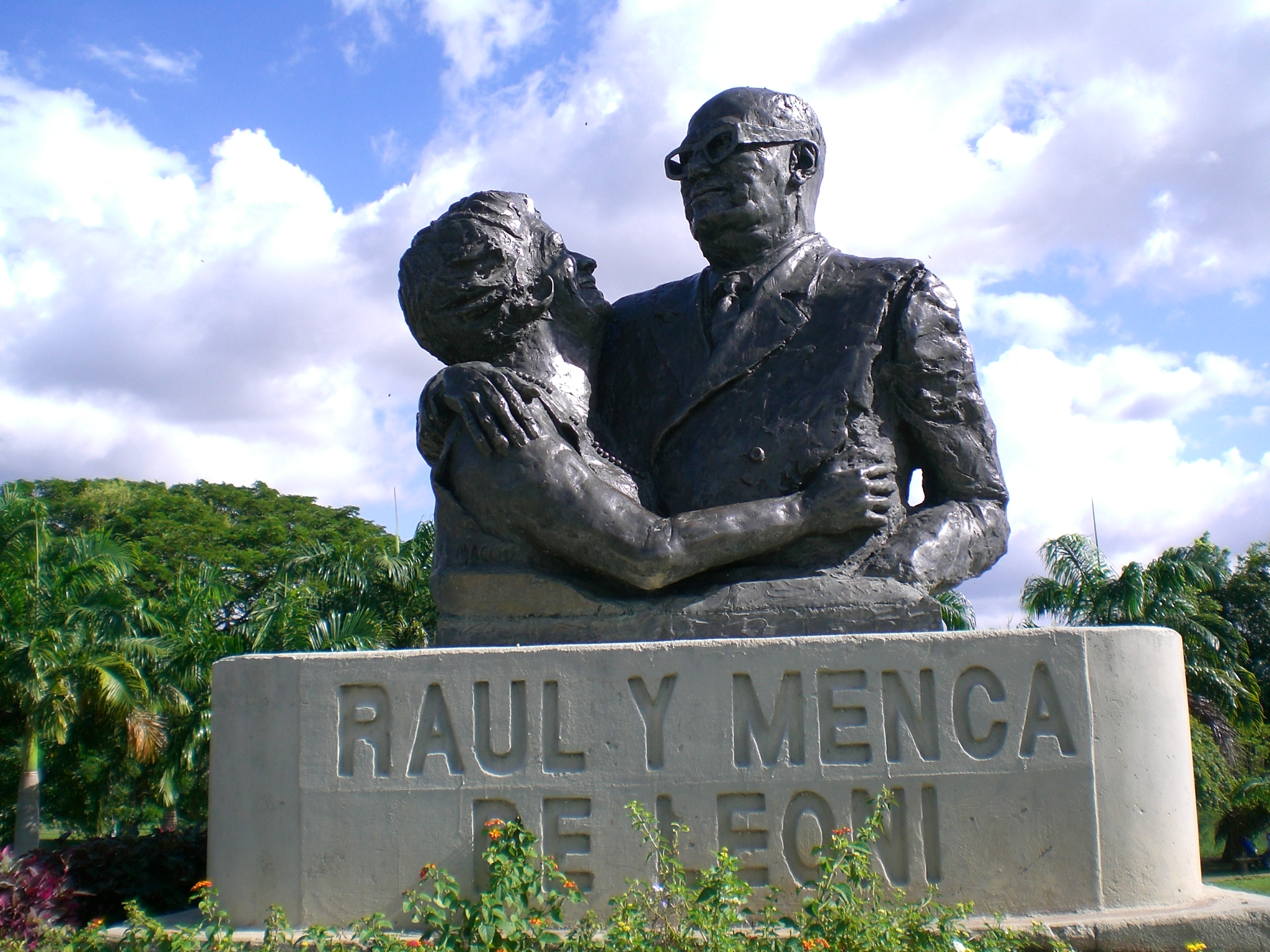
Пам'ятник Леоні та його дружині, Сьюдад-Болівар, Венесуела

Леоні прийшов до влади 13 березня 1964 року, замінивши на посаді президента Ромуло Бетанкура, свого однопартійця.
Первинно Леоні сформував кабінет з малою кількістю своїх однопартійців, а більшість портфелів роздав незалежним політикам. Пізніше, в листопаді 1964 року Леоні ініціював перемовини з лідерами політичних партій, щоб зберегти дух пакту Punto Fijo, укладеного в 1958 році. В результаті було сформовано новий кабінет, проте він існував тільки 16 місяців.
Упродовж правління Леоні започаткував важливі проекти: розвиток важкої промисловості в Гаяні (гідроелектроенергетика, залізо та сталь), відкриття Робітничого банку, а також будівництво дорожньої інфраструктури (автотраси, магістралі, мости — найважливіший з них перетинає Оріноко). Також відбулись важливі зміни в робітничій та соціальній галузях: профспілки набули ширших прав і повноважень, було змінено систему соціального забезпечення. Леоні спробував реформувати податкову систему, проте його стримала коаліція лівих та правих політиків, які відкрито відстоювали інтереси нафтових компаній.
1 грудня 1968 року на президентських виборах перемогу здобув Рафаель Кальдера з КОПЕІ, який здобув 29,1% голосів. 11 березня 1969 року Леоні відповідно до пакту Punto Fijo передав владу новообраному президенту. Вперше в історії Венесуели як незалежної держави передачу було здійснено мирним шляхом чинною владою представнику опозиції, що переміг на виборах.